# デビッド・デントン
デビッド・ウェイン・デントン（David Wayne Denton, 1955年12月22日 - ）は、アメリカ合衆国ネバダ州ラスベガス出身の元プロ野球選手（内野手）。右投両打。

## 来歴・人物
ネバダ大学ラスベガス校から1976年のドラフト11巡目でボストン・レッドソックスに指名されるが、メジャー昇格はなくメキシカンリーグ・マグナレナを経て1982年2月にヤクルトのユマキャンプに参加、二塁を中心に内野全般をこなす両打ちの巧打者として、同17日にテスト入団が決まった。しかし、オープン戦から大振りで粗い打撃を繰り返し、開幕2軍スタートとなった。1軍昇格後も攻守ともに精彩なく1年限りで解雇となる。帰国後、1984年にシカゴ・カブス傘下のマイナーに復帰するがAA止まりで、この年限りで現役を引退した。

## 詳細情報

### 年度別打撃成績
| 年 度     | 球 団     | 試 合 | 打 席 | 打 数 | 得 点 | 安 打 | 二 塁 打 | 三 塁 打 | 本 塁 打 | 塁 打 | 打 点 | 盗 塁 | 盗 塁 死 | 犠 打 | 犠 飛 | 四 球 | 敬 遠 | 死 球 | 三 振 | 併 殺 打 | 打 率 | 出 塁 率 | 長 打 率 | O P S |
| --------- | --------- | ----- | ----- | ----- | ----- | ----- | -------- | -------- | -------- | ----- | ----- | ----- | -------- | ----- | ----- | ----- | ----- | ----- | ----- | -------- | ----- | -------- | -------- | ----- |
| 1982      | ヤクルト  | 42    | 89    | 82    | 8     | 17    | 0        | 0        | 1        | 20    | 5     | 3     | 0        | 1     | 0     | 3     | 0     | 3     | 17    | 1        | .207  | .261     | .244     | .505  |
| 通算：1年 | 通算：1年 | 42    | 89    | 82    | 8     | 17    | 0        | 0        | 1        | 20    | 5     | 3     | 0        | 1     | 0     | 3     | 0     | 3     | 17    | 1        | .207  | .261     | .244     | .505  |

### 記録
- 初出場：1982年5月1日、対横浜大洋ホエールズ3回戦（横浜スタジアム）、9回表に梶間健一の代打で出場、遠藤一彦の前に凡打
- 初安打・初打点・初本塁打：1982年5月6日、対読売ジャイアンツ5回戦（明治神宮野球場）、5回裏に黒坂幸夫の代打で出場、定岡正二から2ラン
- 初先発出場：1982年5月8日、対広島東洋カープ5回戦（明治神宮野球場）、2番・二塁手で先発出場

### 背番号
- 2 （1982年）